# Автоматический складной нож

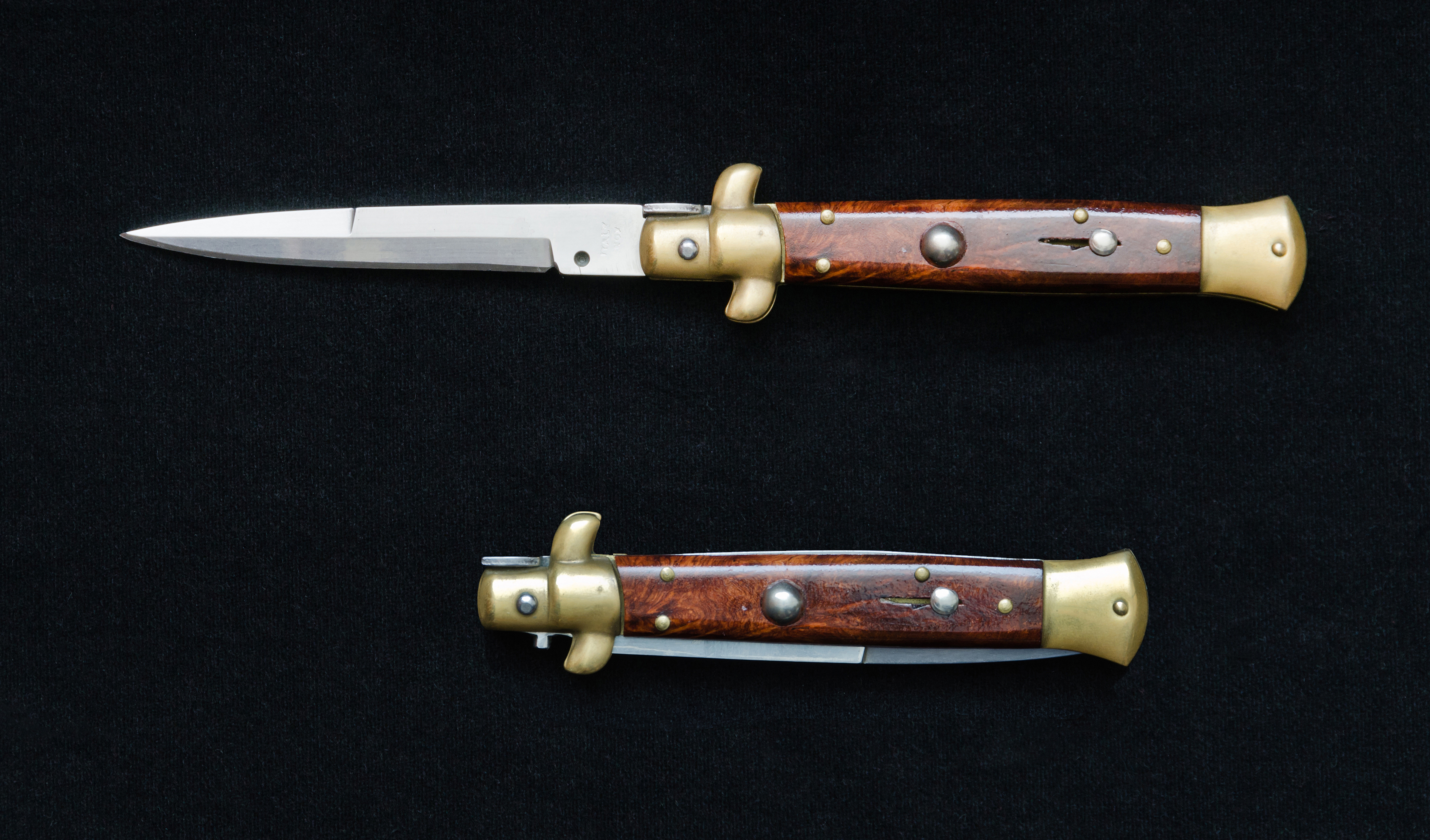
Полуавтоматический складной нож

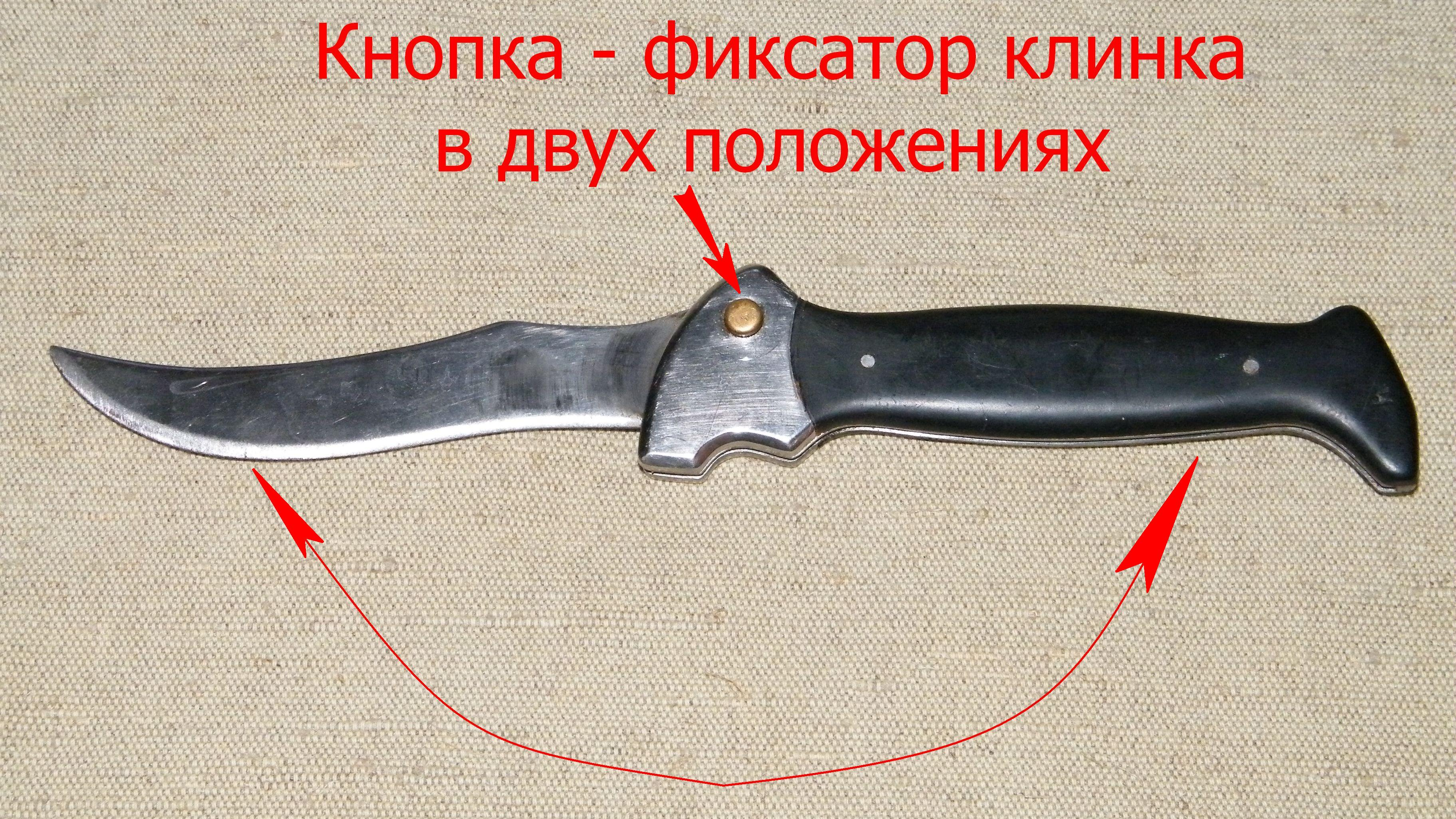
Выкидной нож с фиксацией клинка в двух положениях, изготовлен заключёнными в исправительно-трудовой колонии

Открывание полуавтоматического ножа фирмы Benchmade

Автомати́ческий складно́й нож (полуавтомати́ческий, выкидно́й, пружи́нный, разг. «выкиду́ха») — складной нож, клинок которого автоматически извлекается из рукояти при нажатии на кнопку или рычаг и удерживается фиксатором.
Различают полуавтоматические выкидные ножи с боковым (по дуге снизу рукоятки, как у обычных складных ножей) или фронтальным (лезвие выбрасывается вперёд, как шариковая ручка) выбросом клинка.
Полуавтоматический и автоматический ножи очень быстро раскрываются одной рукой. Для этого просто надо снять его с предохранителя и нажать на кнопку или рычаг и клинок выскочит из рукоятки.
Хотя «бабочка» и открывается в умелых руках также быстро, однако обращению с ним (флипинг) надо довольно долго учиться, в отличие от автоматического ножа, обращение с которым не требует особых навыков, только осторожность.
Пружина, поджимающая клинок, удерживая его в открытом состоянии, может сломаться. Может сломаться и механизм, выбрасывающий клинок.

## Законодательные ограничения
Выкидные ножи в большинстве стран мира рассматривают изначально как предмет, предназначенный для убийства, а не для бытовых задач, поэтому на них налагают серьёзные законодательные ограничения.
В массовом сознании такие ножи считают оружием преступников (классический вариант — итальянский полуавтоматический стилет, зачастую называют «нож американской мафии»).
В соответствии с федеральным законом «Об оружии» от 13.12.1996 N 150-ФЗ на территории РФ запрещён оборот таких ножей с длиной лезвия больше 9 см:

Статья 6. Ограничения, устанавливаемые на оборот гражданского и служебного оружия

На территории Российской Федерации запрещаются:

1) оборот в качестве гражданского и служебного оружия:

…

холодного клинкового оружия и ножей, клинки и лезвия которых либо автоматически извлекаются из рукоятки при нажатии на кнопку или рычаг и фиксируются ими, либо выдвигаются за счёт силы тяжести или ускоренного движения и автоматически фиксируются, при длине клинка и лезвия более 90 мм.

## В культуре
- В романе Энтони Бёрджесса «Заводной апельсин» и одноимённом фильме, такой нож носит Биллибой
- Такой нож присутствует в серии игр Fallout. Статьи из «Убежища» (Fallout Wiki): 1, 2, 3
- В фильме «Поездка в Америку», на закусочную, в которую устроился работать герой актёра Эдди Мёрфи, нападает грабитель, вооружённый дробовиком Remington 870 и автоматическим выкидным стилетом
- В фильме «12 разгневанных мужчин» нож с фронтальным выбросом клинка является основной уликой и орудием убийства, вокруг которого развивается действие фильма
- В фильме «Телохранитель» (2010) у главного героя, гангстера Митча, присутствует автоматический нож фронтального выброса, который, правда, можно увидеть только в начале фильма
- В фильме «Оно» (2017) один из главных антагонистов фильма — хулиган Генри Бауерс вооружен автоматическим ножом с фронтальным извлечением лезвия
- В фильме Леонида Гайдая «Двенадцать стульев» таким ножом Воробьянинов убивает спящего Остапа Бендера, несмотря на то, что по книге убийство было совершено с помощью опасной бритвы
- В фильме «Шоугёлз» главная героиня Номи путешествует до Лас-Вегаса вооруженная автоматическим выкидным ножом, угрожая им в кабине автомобиля, в начале фильма
- Главный антагонист фильма о Джеймсе Бонде «Только для ваших глаз» в сражении против Бонда использует подобный нож
- В аниме «Дюрарара» в России известного, как «Всадник Без Головы» главный антагонист Идзая Орихара постоянно использует складной нож во время драк
- В фильме «Жажда смерти 3» главарь банды Фрекер разрезает выкидным ножом горло бандиту, замещавшему его пока он был в тюрьме.